# يحيى دغريري (لاعب كرة قدم مواليد 1993)
يحيى عبد الرحمن دغريري (مواليد 18 يونيو 1993) هو لاعب كرة قدم سعودي يلعب حالياً في نادي حطين.

## مسيرة اللاعب
لعب سابقاً في نادي حطين والنادي العربي.